# Chico Hamilton
Foreststorn „Chico“ Hamilton (21. září 1921 Los Angeles – 25. listopadu 2013 New York) byl americký jazzový bubeník a hudební skladatel. V letech 1942–1946 sloužil v armádě. Své první sólové album nazvané Chico Hamilton Trio vydal v roce 1955, později jich vydal mnoho dalších. Mimo to spolupracoval s mnoha dalšími hudebníky, mezi které patří Gerry Mulligan, Chet Baker nebo Dexter Gordon. Na jeho albu z roku 2006 Juniflip hrál na kytaru Bob Klose, dřívější člen skupiny Pink Floyd.